# 撃柝売買
撃柝売買（げきたくばいばい）は株式市場や商品市場において、売りと買いそれぞれの注文を集計した上で売買数が均衡となる単一の価格を決定する価格決定方式（板寄せ）の一種。撃柝とは拍子木を叩くことであり、この拍子木によって価格の決定を市場参加者に知らせた。
「撃柝売買」という場合、広義には、この拍子木を合図で使う取引、狭義には、以下で説明する特定銘柄での独特な売買手法をいう。
この項では、株式市場における撃柝売買と、関連する「特定銘柄」について記述する。

## 概略
歴史的には、1893年（明治26年）に取引所法が公布されたのに伴い、当時の大阪株式取引所が寄り付き・大引けの価格決定のために行った「付け合せ方式」が初とされる。
東京証券取引所では、1949年（昭和24年）から1982年（昭和57年）まで、特定銘柄の前場/後場の寄り付き/引け時（合計4回）に撃柝売買を行っていた。1982年（昭和57年）12月28日の大納会が撃柝売買の最終日となった。
また、発行日取引の初日の商いの始め値と最終日の終り値などにも用いられた。

## 売買方法
基本的には板寄せの価格形成と同じであるが、以下の点が異なる。
特定銘柄の撃柝売買は、一銘柄ずつ価格決定のためのセリが行われ、拍子木が叩かれるまでの間であれば、ある会員（証券会社）が一度買った株式を別の会員に転売したり、逆に売った株式を買い戻したりすることも自由に行うことができる。ただし価格は拍子木が鳴らされた時点のものが適用される。
この一本値の着地価格のために、才取が価格を上下させるが、上下させても価格が折り合わない場合（たとえば、売り気配と買い気配が大きく離れている、あるいは、極端な売り長/買い長となっている）は、撃柝売買は不成立（出来ず）となり、成り行きも含めて注文はすべて執行されない。
これが通常の板寄せと最も異なる点で、板寄せの場合は、極端な売り長/買い長のような場合でも、付け合わせられる分だけでも約定させ、板寄せによる始値/終り値が付くこととなる。
したがって、引け成り行き注文を出した場合、撃柝売買では不成立がありえるが、板寄せの場合は必ず約定する。

## 特定銘柄
※指定銘柄とは異なるので注意されたい。
特定銘柄とは、証券取引所によって特に指定された人気銘柄。1954年（昭和29年）10月7日から開始。特定銘柄というくくりは1982年（昭和57年）に廃止され、連動して撃柝売買も廃止された。
- 1960年（昭和35年）時点：平和不動産・東京海上火災保険・日本郵船・新三菱重工業・日清紡績・味の素・三越・三菱地所
- 1982年（昭和57年）時点：平和不動産・日本石油・松下電器産業・三井物産・東京海上火災保険・日本郵船

日本を代表する優良銘柄が選ばれていたが、平和不動産は、東京証券取引所の大家で、リスペクトの意味で特定銘柄として扱われていた。また、賃料の計算方法が東証の売買高に比例していたため、平和不動産の株価は市場全体の景況感と連動というコンセンサスがあった。

## 補記
- 東証での撃柝売買終了後となる1984年（昭和59年）1月に、NHK大河ドラマ『山河燃ゆ』の「昭和13年（1938年）当時の集団競争売買の立会い」シーン撮影のため、東証職員の協力のもと、東証立会場（旧市場館）で撃柝売買が再現されたことがある[3]。（第１２回「大陸からの手紙」38分ごろ）
- 清水一行の短編小説『狂人相場』は、撃柝売買が題材の株小説。主人公は、特定銘柄の大日本造船に対し、大引けで大量の買い玉を出し、気配をつり上げようとする。ただ実際に買う意志や資力はなく、大量の買い玉のために撃柝売買は不成立になる、という前提で、翌朝、おそらく買い気配となるのでそこですでに仕込んでいる手持ち玉を売り抜けるはらだった。ところが、最大手証券会社が向かい玉をぶつけてきて2000万株もの注文が約定してしまう。